# Tầng Visé
| Hệ/ Kỷ                                 | Thống/ Thế   | Bậc/ Kỳ   | Tuổi (Ma) | Tuổi (Ma) |
| -------------------------------------- | ------------ | --------- | --------- | --------- |
| Permi                                  | Cisural      | Assel     | trẻ hơn   | trẻ hơn   |
| Carbon                                 | Pennsylvania | Gzhel     | 298.9     | 303.7     |
| Carbon                                 | Pennsylvania | Kasimov   | 303.7     | 307.0     |
| Carbon                                 | Pennsylvania | Moskva    | 307.0     | 315.2     |
| Carbon                                 | Pennsylvania | Bashkiria | 315.2     | 323.2     |
| Carbon                                 | Mississippi  | Serpukhov | 323.2     | 330.9     |
| Carbon                                 | Mississippi  | Visé      | 330.9     | 346.7     |
| Carbon                                 | Mississippi  | Tournai   | 346.7     | 358.9     |
| Devon                                  | Muộn         | Famenne   | già hơn   | già hơn   |
| Phân chia kỷ Carbon theo ICS năm 2017. |              |           |           |           |

Tầng Visé là một trong ba tầng động vật trong thế Mississippi của kỷ Than Đá. Nó kéo dài từ khoảng 345,3±2,1 triệu năm trước (Ma) tới 326,5±1,6 Ma. Diễn ra trước nó là thời gian của tầng Tournai và diễn ra sau đó là tầng Serpukhov.
Tên gọi của tầng Visé lấy theo tên gọi của thành phố Visé của Bỉ, ở phía nam thành phố Maastricht, trong khu vực miền bắc Ardennes, do André Dumont đặt năm 1832.
GSSP chính thức của ICS vẫn chưa xác định. Mốc đánh dấu sự bắt đầu của tầng này vẫn chưa được chọn chính thức, tuy một số nhà địa chất coi đó là thời điểm xuất hiện lần đầu tiên của loài Eoparastaffella simplex (thuộc bộ Trùng thoi (Fusulinida), ngành Trùng lỗ (Foraminifera)). Mốc đánh dấu sự kết thúc của tầng này vẫn chưa được chọn chính thức, tuy một số nhà địa chất coi đó là thời điểm xuất hiện lần đầu tiên của loài động vật răng nón có danh pháp Lochriea crusiformis.